# Mugen Senshi Valis
Mugen Senshi Valis (夢幻戦士ヴァリス?) è un videogioco a piattaforme sviluppato da Wolf Team e pubblicato nel 1986 da Telenet per MSX e NEC PC-8801. Negli anni successivi il videogioco è stato convertito per numerose piattaforme tra cui Sharp X1, Nintendo Entertainment System e Sega Mega Drive, quest'ultima versione distribuita in America Settentrionale con il titolo Valis: The Fantasm Soldier.
Mugen Senshi Valis è il primo videogioco della serie Valis. Ispirata al genere mahō shōjo, la serie è incentrata sulla figura di Yuko, una studentessa giapponese basata sulla protagonista di Leda.